# 圣吉勒莱布瓦
圣吉勒莱布瓦（法語：Saint-Gilles-les-Bois，法語發音：[sɛ̃ ʒil le bwa]）是法国阿摩尔滨海省的一个市镇，位于该省西北部，属于甘冈区。

## 地理
圣吉勒莱布瓦（48°38'59"N, 3°6'10"W）面积9.45 平方千米，位于法国布列塔尼大區阿摩尔滨海省，该省份为法国西北部沿海省份，位于布列塔尼半岛北部，北濒大西洋英吉利海峡，西接菲尼斯泰尔省，南至莫尔比昂省，东临伊勒-维莱讷省。
与圣吉勒莱布瓦接壤的市镇（或旧市镇、城区）包括：勒法韦特、戈默内克、波姆里特勒维孔特、圣克莱特、特雷韦雷克。

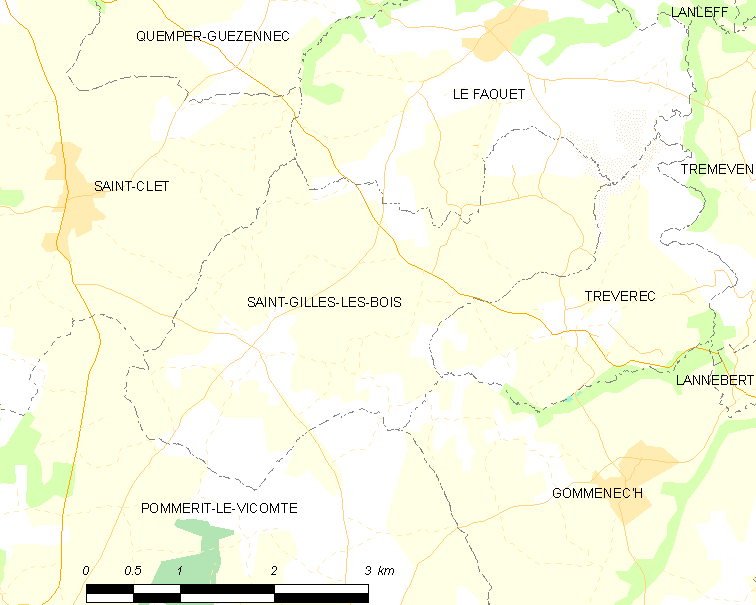
圣吉勒莱布瓦的OSM定位图

圣吉勒莱布瓦的时区为UTC+01:00、UTC+02:00（夏令时）。

## 行政
圣吉勒莱布瓦的邮政编码为22290，INSEE市镇编码为22293。

## 政治
圣吉勒莱布瓦所属的省级选区为普卢阿县。

## 人口

1962-2008年间圣吉勒莱布瓦人口变化图示

圣吉勒莱布瓦于2022年1月1日时的人口数量为389人。